# Polytrichum strictum
Polytrichum strictum Menzies ex Brid., 1801 è una specie di muschio appartenente alla famiglia Polytrichaceae. Ha una distribuzione prevalente olartica circumboreale, ma è presente anche in Sud America e Antartide.

## Descrizione
Come altre specie nelle Polytrichaceae, Polytrichum strictum ha foglie con una singola costa, lamelle verticali, una cuticola idrorepellente e rizoidi che ancorano la pianta al substrato.
Presenta ciuffi densi di steli sottili, lunghi da 6–12 cm, che formano cuscini larghi 20–40 cm.
Le foglie sono strette e lanceolate, adese al fusto quando asciutte, discoste ed erette quando umide.
La resta rossastra delle foglie (formata dalla costa leggermente sporgente) e i margini foliari lisci e involuti, consentono di distinguere P. strictum dalle altre specie di Polytrichum; solo P. juniperinum condivide queste caratteristiche, ma le due specie crescono in habitat e substrati differenti: P. strictum cresce in ambienti paludosi con predilezione per i suoli organici, in contrasto con la natura infestante e la preferenza per i terreni minerali che caratterizzano P. juniperinum.

## Biologia

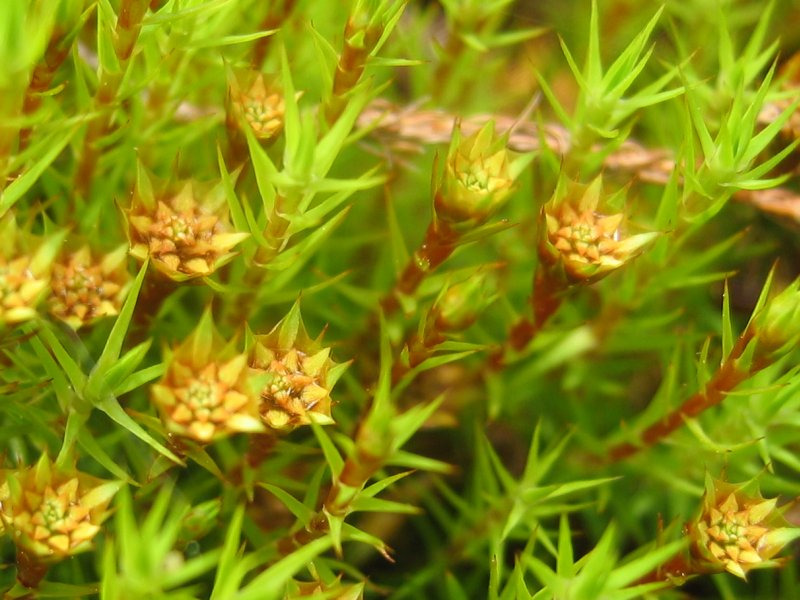
Strutture riproduttive maschili, dotate di coppe a spruzzo.

Polytrichum strictum è una specie dioica, con strutture riproduttive maschili e femminili prodotte separatamente da gametofiti aploidi (1n). Come in altre specie di Polytrichum, gli anteridi si sviluppano sulla parte terminale delle piante maschili e si gonfiano e scoppiano a maturazione, lanciando i gameti maschili in aria; sono dotati di coppe a spruzzo, che facilitano ulteriormente la dispersione dei gameti sfruttando l'energia delle gocce d'acqua. I pochi fortunati gameti che atterranno in prossimità dell'archegonio di una pianta femminile, usano i loro due flagelli per risalire lungo il collo dell'archegonio sino a raggiungerne la base rigonfia o ventre, dove uno di essi feconda l'ovulo.

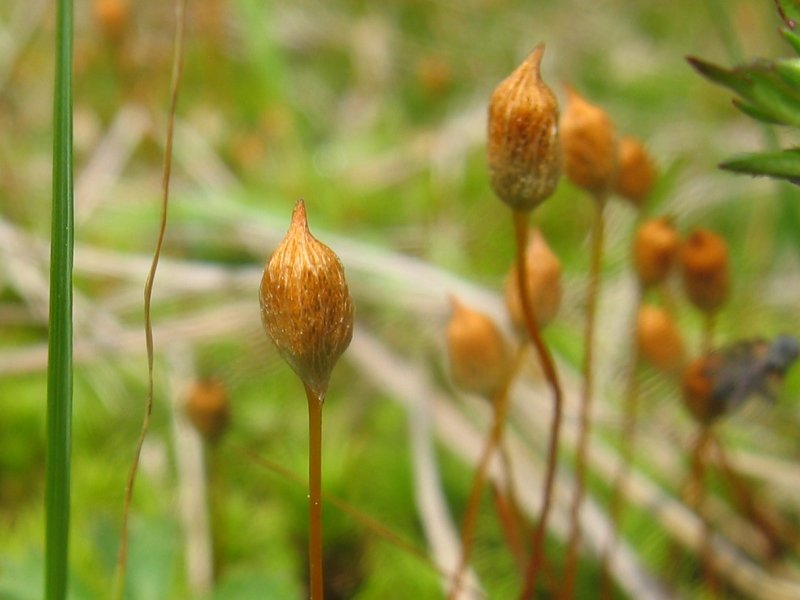
Sporofito immaturo, con la caliptra chiaramente visibile.

Una volta che la fecondazione ha avuto luogo, lo zigote si sviluppa nello sporofito diploide (2n), che è formato da un piede, inserito nel ventre dell'archegonio, una seta, un peduncolo non ramificato che consente lo sviluppo in altezza dello sporofito, e una capsula, costituita essenzialmente dallo sporangio al cui interno si formano le spore aploidi. La capsula è ricoperta da una caliptra di colore bianco sporco, che a maturazione viene espulsa dall'allungamento delle setae. All'interno della capsula, ciascuno sporocita va incontro a meiosi per produrre quattro spore aploidi (1n); quando queste sono mature, la caliptra viene espulsa e le spore vengono rilasciate attraverso il peristoma, circondato da 64 denti nematodonti. In presenza di condizioni e di substrato adeguati, le spore germinano in un protonema filamentoso, da cui emerge il gametofito, completando il ciclo.

## Distribuzione e habitat
Polytrichum strictum è diffuso in Canada, nella parte settentrionale degli Stati Uniti, in Groenlandia, in Islanda, nelle isole Faroe, nella parte settentrionale dell'Europa e dell'Asia, nella parte meridionale delk Sud America e in Antartide.
È caratteristico degli habitat torbosi paludosi dominati dai muschi di sfagno, ma può anche essere trovato nelle brughiere umide, nella tundra, nei prati di carice e nelle foreste torbose da basse ad alte altitudini; nei climi più caldi, è in gran parte confinato nelle paludi relitte. Il suo microhabitat è in cima ai cumuli di torba, che spesso contribuisce a formare.

## Usi

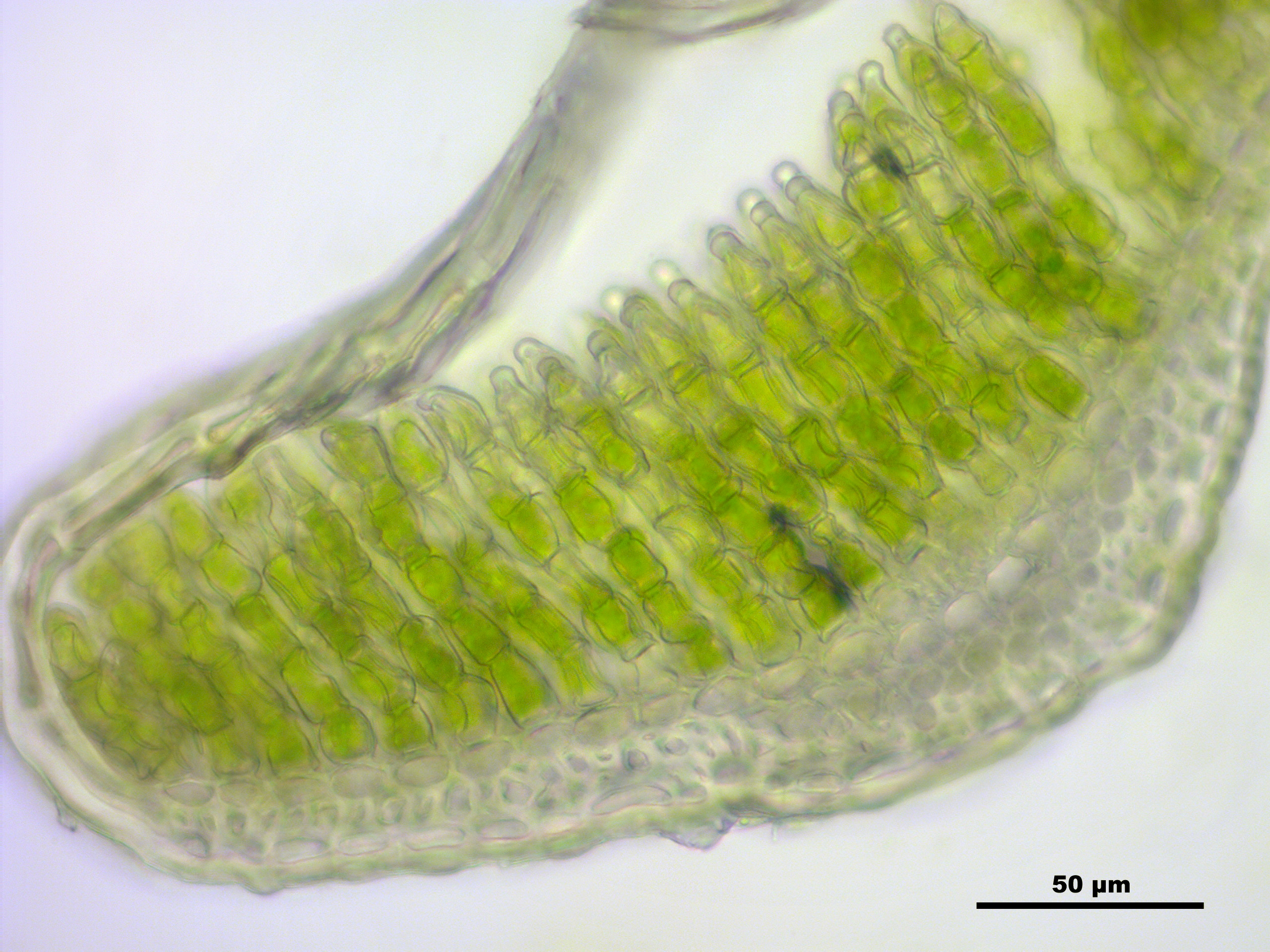
Sezione di foglia di P. strictum che mostra lamelle, costa e margine fogliare involuto.

Polytrichum strictum è considerata una importante specie pioniera nelle torbiere, in grado di tollerare un’ampia gamma di condizioni ambientali e regimi di disturbo. È determinante nel prevenire il Criosollevamento nelle torbiere e la ricerca suggerisce che può essere utilizzato nel ripristino di aree di torba instabili, anche se si sa poco se aiuta o ostacola la crescita dello sfagno.